# Csák Gellért (szerzetes)
Csák Gellért (Keszthely, 1711 – Sümeg, 1778. május 5.) ferences rendi szerzetes.

## Élete
Régi nemesi családból származott. Tizenhét évesen lett szerzetes, 1735-ben áldozópappá szentelték. Teológiát tanított a rend növendékeinek, és mint hitszónok Pozsonyban működött. Később a sümegi rendházba vonult.

## Munkái
- Kedves, mert ritka nemes hármas levél. Pozsony, 1744 (Szerzetének történetét tárgyalja s Kazenberger Kilián munkája után németből van ford.)